# Йозо Тобиев
Йозо Тобиев е комунистически деец, ятак, участник в комунистическото движение в България преди и по време на Втората световна война.

## Биография
Йозо Тобиев Стрехин е роден на 3 септември 1905 г. в село Калъчлии (днес кв. Генерал Николаево в град Раковски). През 1929 г. става член на БКП. През периода 1941-1944 като полски пазач подпомага партизаните от IV полска дружина „Любен“ на Първа средногорска бригада „Христо Ботев“. През март 1944 г. дава служебната си пушка на партизаните, оправдавайки се че е бил нападнат и разоръжен. Полицията разкрива дейността му. Той е арестуван и откаран на летище „Граф Игнатиево“.
На 1 юни 1944 г. заедно с група ятаци, е разстрелян без съд в местността „Студенец“ в Родопите на около 37 км югозападно от Пловдив.
По-късно останки от телата на ятаците са намерени в общ гроб. Част от тях са пренесени и вградени в паметник, изграден на площада в село Генерал Николаево. През 1980те те са пренесени и вградени в основите на паметника на Йорданка Николова, изграден в градинката до сградата на общината.